# Kąty dopełniające się

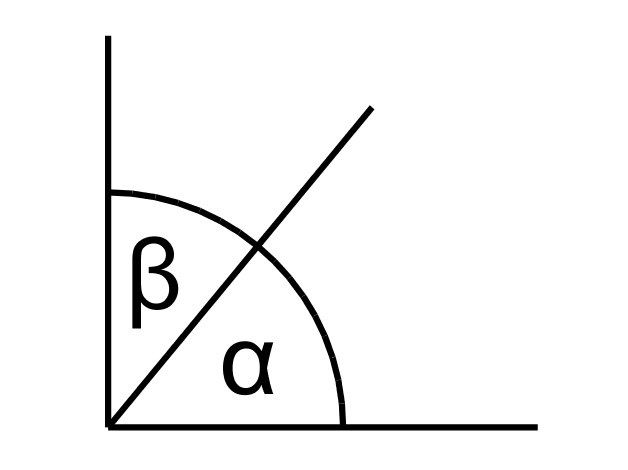
Kąty dopełniające się

Kąty dopełniające się – dwa ostre kąty wypukłe, mające wspólny wierzchołek i jedno wspólne ramię, których suma równa się kątowi prostemu.
Funkcja trygonometryczna kąta dopełniającego nazywana jest kofunkcją. Jest to skrót od łacińskiego complementum – dopełnienie. W ten sposób z przedrostkiem co- zostały utworzone nazwy kofunkcji:
- cosinus,
- cotangens,
- cosecans.